# احتفاظ الموظفين
احتفاظ الموظفين هو قدرة المؤسسة على الاحتفاظ بموظفيها وضمان استدامتها. يمكن تمثيل احتفاظ الموظفين بواسطة إحصاء بسيط (على سبيل المثال معدل الاحتفاظ بنسبة 80% يشير عادة إلى أن المؤسسة استبقت 80% من موظفيها في فترة زمنية معينة). كما أن احتفاظ الموظفين هو الاستراتيجيات التي يستخدمها أرباب العمل لمحاولة الاحتفاظ بالموظفين في قوة العمل الخاصة بهم.
يجب أن يتم التمييز بين الموظفين ذوي الأداء المنخفض وأصحاب الأداء المتميز ويجب استهداف الجهود المبذولة لاحتفاظ الموظفين على الموظفين القيمين والمساهمين. دوران الموظفين هو علامة على مشاكل أعمق لم يتم حلها والتي قد تشمل تعاطيا منخفضا للموظفين وعدم وجود مسار واضح للمهنة وعدم الاعتراف وسوء علاقات الموظفين مع المديرين أو العديد من المشاكل الأخرى. قد يتسبب نقص الرضا عن العمل والالتزام بالمؤسسة في انسحاب الموظف والبدء في البحث عن فرص أخرى. قد يلعب الأجر دورا أقل في تحفيز التحول كما يعتقد عادة.
في إعداد الأعمال يكون هدف أرباب العمل عادة هو تقليل نسبة دوران الموظفين وبالتالي تقليل تكاليف التدريب وتكاليف التوظيف وفقدان المواهب والمعرفة التنظيمية. من خلال تنفيذ الدروس المستفادة من مفاهيم السلوك التنظيمي الرئيسية يمكن لأرباب العمل تحسين معدلات الاحتفاظ وتقليل التكاليف المرتبطة بمعدل الاحتفاظ العالي. يسعى بعض أرباب العمل إلى "التحول الإيجابي" حيث يهدفون إلى الاحتفاظ فقط بتلك الموظفين الذين يعتبرونهم أصحاب أداء متميز.
في مجتمع السلوك البيئي المعاصر يمكن للشركات التي تتحلى بالمسؤولية تجاه البيئة وممارسات الاستدامة جذب واحتفاظ الموظفين. يحب الموظفون أن يكونوا مرتبطين بشركات تهتم بالبيئةوالتوجهات المستدامة.

## تكلفة الدوران
أظهرت الدراسات أن تكلفة استبدال الموظف مباشرة يمكن أن تصل إلى 50-60% من راتب الموظف السنوي ولكن إجمالي تكلفة الدوران يمكن أن تصل إلى 90-200% من راتب الموظف السنوي. تشمل هذه التكاليف وجهات نظر المرشح وتدريب الموظف الجديد وراتب الموظف المكلف بالتوظيف الداخلي وتكاليف الاحتفاظ بوكيل توظيف من طرف ثالث ومعالجة الانفصال وأخطاء الوظيفة وفقدان المبيعات وتقليل الروح المعنوية وعدد من التكاليف الأخرى على المؤسسة. يؤثر الدوران أيضا على أداء المؤسسة. تشكل الصناعات ذات معدلات الدوران العالية مثل التجزئة وخدمات الغذاء ومراكز الاتصال وممرضات رعاية المسنين ومندوبي المبيعات ما يقرب من ربع سكان الولايات المتحدة. استبدال العمال في هذه الصناعات أرخص من الصناعات الأخرى ذات الاستقرارية أكثر ولكن التكاليف يمكن أن تصل لأكثر من 500 دولار لكل موظف. حتى نوفمبر 2022 وجدت شركة غالوب أن 49% من الموظفين في الولايات المتحدة كانوا يتابعون أو يبحثون بنشاط عن وظيفة جديدة.

## نظرية هرتزبرغ
نظرية هرتزبرغ هي نظرية تحفيزية بديلة لنظرية هرم احتياجات ماسلو. تتداخل النظريتان لكن الطبيعة الأساسية لكل نموذج تختلف. في حين يشير هرم احتياجات ماسلو إلى أن إضافة أو إزالة نفس المحفزات الاحتياجية ستعزز أو تضر برضا الموظف فإن نتائج هرتزبرغ تشير إلى أن العوامل التي تحقق رضا الوظيفة هي منفصلة عن العوامل التي تؤدي إلى سوء رضا الوظيفة ودوران الموظفين. يتم تقسيم نظام احتياجات هرتزبرغ إلى عوامل تحفيز وعوامل النظافة. مثل هرم احتياجات ماسلو تكون العوامل المحفزة في كثير من الأحيان مكافآت غير متوقعة تعزز الرغبة في التفوق. تشمل عوامل النظافة الشروط المتوقعة التي إذا كانت مفقودة ستخلق عدم الرضا. أما أمثالا على عوامل النظافة فإنها تشمل الحمامات والإضاءة والأدوات المناسبة للوظيفة المحددة. يجب على أصحاب العمل استخدام طرق التعزيز الإيجابي مع الحفاظ على عوامل النظافة المتوقعة لتعظيم رضا الموظف والاحتفاظ به.

## برامج الاحتفاظ بالموظفين
من المهم أولا تحديد السبب الجذري لمشكلة الاحتفاظ قبل تنفيذ برنامج للتعامل معها. بمجرد تحديدها يمكن تصميم برنامج يتناسب مع احتياجات المؤسسة الفريدة. هناك مجموعة متنوعة من البرامج الموجودة للمساعدة في زيادة احتفاظ الموظفين.
تطوير الحياة المهنية: من المهم أن يفهم الموظفون مسار حياتهم المهنية داخل المؤسسة لتحفيزهم على البقاء في المؤسسة لتحقيق أهدافهم المهنية الشخصية. من خلال الاستطلاعات والمناقشات والتدريب في الفصول الدراسية يمكن للموظفين أن يفهموا أهدافهم للتطوير الشخصي. باستخدام هذه الأهداف التنموية في الاعتبار يمكن للمؤسسات أن تقدم فرص تطوير مهني مخصصة لموظفيها.
التدريب التنفيذي: يمكن استخدام التدريب التنفيذي لبناء الكفاءات لدى القادة داخل المؤسسة. يمكن أن يكون التدريب مفيدا في فترات التغيير المؤسسي لزيادة فعالية القائد أو لتشجيع المديرين على تنفيذ تقنيات التدريب مع الزملاء والمرؤوسين المباشرين. يبدأ عملية التدريب بتقييم قواه الفرد وفرص التحسين. يتم تحديد القضايا بعد ذلك ويتم تقديم تدخلات لاستهداف النقاط الضعيفة الرئيسية.
تحفيز الأجيال المختلفة: يتضمن قوة العمل الحالية مجموعة متنوعة من الموظفين من عدة أجيال مختلفة. نظرا لأن كل جيل لديه توقعات مختلفة لمكان العمل من المهم فهم الاختلافات بين هذه الأجيال فيما يتعلق بالتحفيز والانخراط. يجب على المديرون بصفة خاصة فهم كيفية التعامل مع الاختلافات بين المرؤوسين المباشرين لديهم.
التوجيه والاندماج: تتشكل ادراكات الموظف للمؤسسة خلال الأيام الأولى في العمل وتستمر طوال الأشهر الستة الأولى حيث يقرر 90% من الموظفين ما إذا كانوا سيبقون في المؤسسة أم لا خلال هذا الوقت. يكون من في صالح كل من الموظف والمؤسسة نقل المعرفة عن الشركة بسرعة وبفعالية لدمج الموظف الجديد في القوة العاملة. بالإضافة إلى ذلك يمكن زيادة معدل الاحتفاظ بالموظفين الجدد بنسبة 25% من خلال تقديم تعلم مستمر ومعزز من خلال برنامج الاندماج المستمر على مدار السنة الأولى. من خلال تنفيذ عملية فعالة للاندماج ستقل نسبة تحويل الموظفين الجدد وستزداد الإنتاجية.
برامج الاحتفاظ بالنساء: يمكن أن تساعد البرامج مثل التوجيه وتطوير القيادة والشبكات الموجهة بشكل خاص نحو النساء في الاحتفاظ بالمواهب البارزة وتقليل تكاليف التحويل. هناك العديد من الجهود المتعلقة بالتنوع والانصاف والشمول يمكن أن تساهم بشكل كبير في الاحتفاظ بالموظفات النساء. من خلال تنفيذ برامج لتحسين التوازن بين العمل والحياة يمكن للموظفين أن يكونوا أكثر انخراطا وإنتاجية أثناء العمل.
برامج تكريم الموظفين: تعتبر بعض الأسباب الرئيسية لدوران الموظفين نتيجة لثقافة الشركة السامة وعدم الشعور بالانخراط أو التقدير لعملهم. بدأت الشركات الآن في استثمار مليارات الدولارات سنويا في برامج المكافآت والامتيازات للموظفين. وقد وجدت مجلة فوربس في عام 2019 أن الشركات التي حصلت على نتائج متقدمة في بناء "ثقافة غنية بالتقدير" سجلت معدلات دوران طوعي أقل بنسبة 31%.
مقابلة الخروج وبرامج إدارة الانفصال.

## أدوات وموارد الاحتفاظ بالموظفين
استطلاعات الموظفين: من خلال استطلاع الموظفين يمكن للمؤسسات الحصول على رؤية حول دوافع وانخراط ورضا موظفيها. من المهم على المؤسسات فهم وجهة نظر الموظف لإنشاء برامج تستهدف أي قضايا معينة قد تؤثر على احتفاظ الموظفين.
مقابلات الخروج: من خلال إجراء مقابلات الخروج في عملية فصل الموظف يمكن للمؤسسات الحصول على رؤى قيمة حول تجربة العمل. تتيح مقابلات الخروج للمؤسسة فهم أسباب رغبة الموظف في المغادرة وكذلك جوانب العمل التي استمتع بها. يمكن للمؤسسة بعد ذلك استخدام هذه المعلومات لإجراء التغييرات اللازمة في الشركة لاحتفاظ بأفضل المواهب. ومع ذلك يجب أن تطرح مقابلات الخروج الأسئلة المناسبة وتحصل على استجابات صادقة من الموظفين المغادرين لتكون فعالة.
استشاريي الاحتفاظ بالموظفين: يمكن لاستشاريي الاحتفاظ بالموظفين مساعدة المؤسسات في عملية الاحتفاظ بأفضل الموظفين. يمكن للاستشاريين تقديم الخبرة في كيفية تحديد القضايا ذات الصلة بالدوران داخل المؤسسة بأفضل طريقة. بمجرد تحديد هذه القضايا يمكن للاستشاري أن يقترح برامجا أو تغييرات تنظيمية لمعالجة هذه القضايا وقد يساعد أيضا في تنفيذ هذه البرامج أو التغييرات.

## نموذج الانضمام، البقاء، الرحيل
بالنسبة للمؤسسات وأرباب العمل فإن فهم البيئة هو الخطوة الأولى لتطوير استراتيجية الاحتفاظ على المدى الطويل. يجب على المؤسسات فهم الأسباب التي تدفع الموظفين للانضمام والبقاء والرحيل عن المؤسسة. يشبه نموذج الانضمام والبقاء والرحيل مقعدا ثلاثي الأرجل مما يعني أنه بدون بيانات عن الثلاثة ستكون المؤسسات غير ناجحة في تنفيذ استراتيجية الاحتفاظ السليمة.
لماذا ينضم الموظفون: عادة ما يكون جاذبية المنصب هو ما يجذب الموظفين للانضمام إلى المؤسسة. ومع ذلك فإن توظيف المرشحين ليس سوى نصف المشكلة بينما الاحتفاظ بالموظفين هو مشكلة أخرى. فهم ما يبحث عنه موظفوك في الوظيفة وفي الوقت نفسه التأكد من أن توقعاتك صحيحة هما عاملان مهمان يجب التعامل معهما في عملية التوظيف. يتم الاحتفاظ بالموظفين ذوي الأداء العالي بشكل أكبر عندما يتم تزويدهم بمعاينات وظيفية واقعية. وتعمل المؤسسات التي تحاول بيع المنصب أو الشركة بشكل زائد فقط على تضررها الذاتي عندما يواجه الموظفون عدم اتساق بين المنصب وما تم إخبارهم به في البداية. لتقييم والحفاظ على الاحتفاظ بالموظفين يجب على أصحاب العمل التخفيف من أي صراعات فورية للتفاهم من أجل تمديد مدة بقاء الموظف مع المنظمة. يمكن أن تساعد استبيانات الموظفين الجدد في تحديد الاحتمالات التي تحدث فيها انهيارات في الثقة عندما يقرر الموظفون أن الوظيفة ليست بالضرورة كما تصوروها في البداية.
لماذا يبقى الموظفون: فهم أسباب بقاء الموظفين في مؤسسة ما مهم بنفس القدر من فهم أسباب اختيارهم للرحيل. أشارت الدراسات الحديثة إلى أنه بمجرد مشاركة الموظفين في الحياة المهنية والاجتماعية يتطور لديهم شبكة من العلاقات والروابط. تحفز هذه العلاقات الموظفين على أن يكونوا مرتبطين بشكل أكبر بوظائفهم وبترك الوظيفة ستقطع أو تعيد ترتيب هذه الشبكات الاجتماعية. كلما كان الموظفين مترسخين في المؤسسة زادت احتمالية بقائهم. بالإضافة إلى ذلك فكلما شعروا الموظفون بالتوافق بين أنفسهم وبين وظائفهم كلما كانت فرصة البحث عن فرص أخرى أقل. يمكن للمؤسسات أن تعرف لماذا يبقى الموظفون عن طريق إجراء مقابلات البقاء مع الموظفين الأداء العالي. يمكن أن يساعد استطلاع البقاء في قياس مدى تأثير بيئة العمل الحالية في المؤسسة على الموظفين ذوي الأداء العالي. يمكن لأصحاب العمل الذين يشعرون بالقلق من استخدام مقابلات البقاء بشكل مفرط تحقيق نفس النتيجة عن طريق التفضيل للحوار المستمر مع الموظفين وطرح أسئلة حاسمة تتعلق بسبب بقائهم وأهدافهم.
لماذا يغادر الموظفون: من خلال فهم أسباب رحيل الموظفين يمكن للمؤسسات تلبية احتياجات قوى العمل الحالية والتأثير على هذه القرارات في المستقبل. في كثير من الأحيان يكون منخفض الرضا والالتزام هو ما يبدأ عملية الانسحاب والتي تتضمن أفكار الاستقالة بحثا عن بدائل أكثر جاذبية. إذا تم تنفيذها بشكل صحيح يمكن أن توفر المقابلات الخروج مصدرا كبيرا لمعرفة أسباب رحيل الموظفين. عادة ما يكون الموظفون مترددين في إبداء آرائهم لأنهم يخشون التوبيخ أو المساس بأي إشارة مرجعية مستقبلية محتملة. أكثر الأسباب شيوعا لرحيل الموظفين هي الأجور الأفضل وساعات العمل الأفضل والفرص الأفضل. هذه الإجابات المعتادة للرحيل غالبا ما تشير إلى مشكلة أعمق يجب أن تستقصيها أصحاب العمل بشكل أكبر. عن طريق طرح أسئلة ذات صلة وربما استخدام مزود طرف ثالث محايد لإجراء المقابلة يمكن لأصحاب العمل الحصول على بيانات أدق وقابلة للقياس. على عكس ما يعتقده معظم المؤسسات غالبا ما يترك الموظفون بسبب العلاقات مع المدير و/أو معاملة الموظفين وليس التعويض المالي حيث يشعرون الموظفون بالتوتر عند تعبيرهم عن ذلك بشكل مباشر للمؤسسة. توفر التشخيص الخاص بالاحتفاظ أداة سريعة للمقارنة تحدد التكاليف ويمكن أن تساعد في اكتشاف ما يؤثر على الولاء والأداء والاندماج لدى الموظفين.

## أفضل الممارسات
من خلال التركيز على الأساسيات يمكن للمؤسسات أن تتقدم بشكل كبير في بناء مكان عمل يحافظ على استمرارية الموظفين. يمكن للمؤسسات أن تبدأ بتحديد ثقافتها وتحديد أنواع الأفراد الذين سيزدهرون في هذا البيئة. يجب على المؤسسات الالتزام بأساسيات توجيه العاملين الجدد وخطط التوظيف. يتطلب جذب وتوظيف المواهب القمة الوقت والموارد والرأس المال. ومع ذلك فإن كل هذا يضيع إذا لم يتم وضع الموظفين في وضع يسمح لهم بالنجاح داخل الشركة. أظهرت الأبحاث أن أول 10 أيام للموظف هي حاسمة لأن الموظف لا يزال يتكيف ويتأقلم مع المنظمة. تحتفظ الشركات بالموظفين الجيدين من خلال أن تكون أصحاب عمل يختارهم الموظفون.
التوظيف: تقديم لمحات واقعية حول الوظيفة للمتقدمين خلال عملية التوظيف يكون له تأثير إيجابي على استبقاء الموظفين الجدد. يقوم أصحاب العمل الذين يكونون شفافين بشأن الجوانب الإيجابية والسلبية للوظيفة وكذلك التحديات والتوقعات بوضع أنفسهم في وضع يمكنهم من جذب واحتفاظ بالمرشحين الأقوى.
الاختيار: هناك الكثير من أدوات الاختيار التي يمكن أن تساعد في توقع أداء الوظيفة وبالتالي الاحتفاظ بالموظفين. تشمل هذه الأدوات الأساليب الذاتية والموضوعية وعلى الرغم من أن المؤسسات عادة ما تستخدم أدوات أكثر موضوعية مثل المقابلات وتقييمات الطلبات والسيرة الذاتية إلا أن الأساليب الذاتية تزداد شهرة. على سبيل المثال يمكن أن يكون استخدام البيانات السيرة الذاتية تقنية فعالة. تحدد البيانات السيرة الذاتية تجارب الحياة التي تميز بين من يبقون في المنظمة ومن يستقلون عنها. يمكن أن تشمل تجارب الحياة المرتبطة بالموظفين فترة العمل السابقة وتجارب التعليم والمشاركة والقيادة في تجارب العمل ذات الصلة.
التأهيل الاجتماعي: يمكن أن تساعد ممارسات التأهيل الاجتماعي التي يتم تقديمها من خلال برنامج استيعاب وإدماج استراتيجي للموظفين الجدد على أن يندمجوا في الشركة وبالتالي يكونوا أكثر احتمالا للبقاء. أظهرت الأبحاث أن ممارسات التأهيل الاجتماعي يمكن أن تساعد الموظفين الجدد على أن يندمجوا في الشركة وبالتالي يكونوا أكثر احتمالا للبقاء. تشمل هذه الممارسات تجارب التعلم المشتركة والفردية والأنشطة التي تتيح للناس التعرف على بعضهم البعض. قد تشمل هذه الممارسات توفير نموذج للموظف أو مرشد أو مدرب أو تزويد الموظفين بملاحظات موقعة وكافية في الوقت المناسب.
التدريب والتطوير: توفير فرص تدريب وتطوير كافية يمكن أن يقلل من معدل الدوران من خلال الحفاظ على رضا الموظفين وتمكينهم من النمو في المستقبل. في الواقع يعد عدم الرضا عن فرص التطوير الوظيفي إحدى أهم ثلاث أسباب يشعر بها الموظفون (35٪) في كثير من الأحيان بالرغبة في النظر إلى مكان آخر. إذا لم يتاح للموظفين فرصة لتحدي المهارات الخاصة بهم بشكل مستمر فمن المرجح أن يتركوا العمل. فالأشخاص الذين يتلقون المزيد من التدريب أقل عرضة للانسحاب مقارنة بالأشخاص الذين لا يتلقون التدريب أو يتلقونه بشكل ضئيل. يمكن لأصحاب العمل الذين يخشون تقديم التدريب أن يجعل موظفيهم أكثر قدرة على التسويق لأنفسهم وبالتالي زيادة معدل الدوران أن يقدموا تدريبا محددا للوظيفة والذي يكون أقل قابلية للنقل إلى سياقات أخرى. بالإضافة إلى ذلك يمكن لأصحاب العمل زيادة معدل الاحتفاظ بالموظفين من خلال فرص التطوير مثل السماح للموظفين بمواصلة تعليمهم وتعويض رسوم الدراسة للموظفين الذين يظلون في الشركة لفترة محددة من الزمن.
التعويض والمكافآت: مستويات الأجر والرضا تعد مؤشرات متواضعة فقط لقرار الموظف بمغادرة المؤسسة ومع ذلك يمكن للمؤسسات أن تتفوق على السوق من خلال حزمة تعويض ومكافآت قوية حيث يبحث 53٪ من الموظفين في كثير من الأحيان عن وظائف أخرى بسبب التعويض والفوائد السيئة. يمكن للمؤسسات ربط المكافآت بشكل صريح بالاحتفاظ بالموظفين (على سبيل المثال ساعات الإجازة بناء على مدة الخدمة أو تقديم مكافأة احتفاظ أو خيارات شراء أسهم للموظفين أو تعريف مخطط الفوائد على أساس سنوات الخدمة) أظهرت الأبحاث أن التعويض والمكافآت المحددة مرتبطة بفترات توظيف أطول. بالإضافة إلى ذلك يمكن للمؤسسات أيضا النظر في المكافآت الداخلية مثل زيادة الاستقلالية في اتخاذ القرارات.
القادة الفعالون: تعتبر علاقة الموظف مع مشرفه المباشر أو مديره من الأهمية نفسها لجعل الموظف يشعر بالانتماء والتقدير داخل المؤسسة. يحتاج المشرفون إلى معرفة كيفية تحفيز موظفيهم وتقليل التكاليف مع بناء الولاء فيما يتعلق بالأشخاص الرئيسيين. يحتاج المديرون إلى تعزيز إنتاجية الموظفين والتواصل المفتوح وتوجيه الموظفين وتزويدهم بملاحظات ذات مغزى وتحفيزهم للعمل كفريق فعال. لتحقيق ذلك تحتاج المؤسسات إلى تهيئة المدراء والمشرفين للقيادة وتطوير علاقات فعالة مع المرؤوسين. يمكن للتدريب التنفيذي أن يساعد في زيادة فعالية الفرد كقائد وتعزيز مناخ التعلم والثقة وروح الفريق في المؤسسة. لتشجيع المشرفين على التركيز على الاحتفاظ بفرقهم يمكن للمؤسسات أن تدمج مقياس الاحتفاظ في تقييم المؤسسة.
الانشغال الوظيفي: الموظفون الذين يشعرون بالرضا عن وظائفهم ويستمتعون بعملهم والمؤسسة ويعتبرون وظيفتهم أكثر أهمية ويفتخرون بالشركة ويشعرون بأن مساهماتهم لها تأثير أقل بخمس مرات احتمالية أن يستقلوا مقارنة بالموظفين الذين لا يشعرون بالانشغال الوظيفي. يمنح الموظفون المشاركة في العمل ميزات تنافسية حاسمة للشركات بما في ذلك زيادة الإنتاجية وانخفاض معدل تحول الموظفين.
فوائد الموظفين: تعتبر الفوائد جزءا حاسما في المعادلة للاحتفاظ بالموظفين. يبحث الموظفون عن فوائد تتجاوز الأساسيات الأساسية. من خلال حزمة مكافآت وفوائد قوية وخطة فعالة للتواصل بشأن الفوائد يمكن تحسين الإندماج والاحتفاظ بالموظفين. يمكن تعزيز فهم الموظفين للقيمة الإجمالية لحزمة الفوائد الخاصة بهم وكيفية استخدامها استراتيجيًا لتعزيز تجربتهم ورفاهيتهم الشاملة.

## الاستعانة بمصادر خارجية لبرنامج الاحتفاظ بالموظفين
يمكن أن يكون لتكاليف الدوران تأثير سلبي كبير على أداء الشركة. يمكن أن تمثل تكلفة دوران العمل أكثر من 12 بالمائة من الدخل قبل الضريبة للشركة المتوسطة وحوالي 40 بالمائة للشركات التي تبلغ النسبة المئوية الخامسة والسبعين لمعدل دوران العمل. تدرك المنظمات والمديرون أهمية تنفيذ برنامج استبقاء فعال لكنهم لا يبادرون إلى تنفيذه وغالبا ما يتركونه ليوم آخر. نادرا ما يأتي ذلك اليوم. يمكن للمؤسسات التي ليس لديها الوقت أو الموارد المحدودة الاستعانة بمصادر خارجية لبرامج الاحتفاظ بالموظفين للمتخصصين. يمكن للشركات توظيف متخصصين خارجيين لتحديد الأسباب الجذرية لتحديات القوى العاملة لديها. من خلال تحديد الأسباب الجذرية يمكن تصميم خطط العمل المخصصة لتناسب احتياجات مؤسستك وإنشاء برنامج استبقاء مخصص لمؤسستك. فائدة أخرى للاستعانة بمصادر خارجية هي أن المنظمات يمكن أن تحصل على تبرير قابل للقياس للإجراءات اللازمة لتحسين مؤسساتها.